# Fritz-Worm-Stein

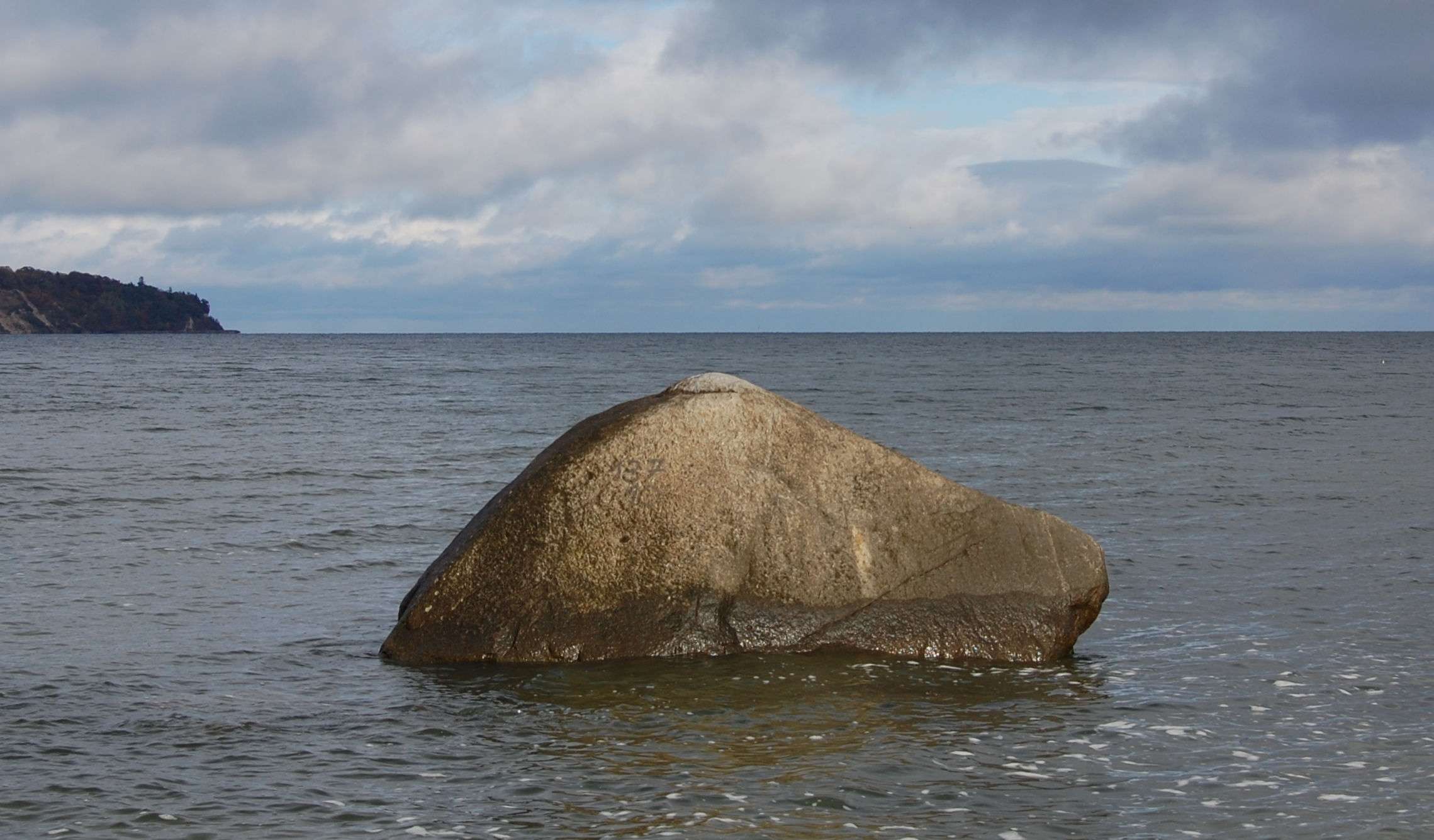
Fritz-Worm-Stein

Der Fritz-Worm-Stein ist ein Findling in der Ostsee vor der Insel Rügen in Mecklenburg-Vorpommern.
Der Stein liegt einige Meter nördlich des Lobber Orts vor der Küste der Halbinsel Mönchgut. Er hat ein Volumen von 17 m³ bei einem Gewicht von etwa 46 Tonnen. Ungefähr 90 % des Steins sind sichtbar.
Der Stein wurde 1913/14 während eines Sturms aus dem Kliff des Lobber Orts gerissen und später nach dem Mönchguter Heimatforscher Fritz Worm (1863–1931) benannt. Anhand der Lage des Steins, heute etwa 20 Meter im Wasser vor der Küste, wird der Rückgang der Küstenlinie deutlich.